# Werner Krauss
Werner Johannes Krauss (ur. 23 czerwca 1884 w Gestungshausen na wschód od Coburga, zm. 20 października 1959 w Wiedniu) – niemiecki aktor teatralny i filmowy.
Krauss urodził się w Gestungshausen, w Niemczech. Był synem duchownego protestanckiego. Jako młody człowiek uciekł z domu i przyłączył się do zespołu teatralnego. Tam poznał wybitnego reżysera teatralnego Maxa Reinhardta. Reinhardt wziął go z sobą do Berlina, gdzie Krauss rozpoczął pracę w filmie w 1916 i zagrał w 104 niemych produkcjach.
Werner Krauss stał się znany widzom kinowym na całym świecie dzięki tytułowej roli w ekspresjonistycznym horrorze Gabinet doktora Caligari (1920) Roberta Wiene.
W latach 20. Krauss był jedną z największych gwiazd niemieckiego kina niemego. Zagrał wtedy w takich filmach jak: Otello (1920), Natan Mędrzec (1922), Gabinet figur woskowych (1924), Varieté (1925), Świętoszek (1925), Student z Pragi (1926). Zachwycał także rolami w teatrze: Agamemnona, Hilse w Tkaczach i kapitana z Köpenick.
Po dojściu Hitlera do władzy, Werner Krauss poparł ideologię nazistowską. Został mianowany aktorem państwowym przez Josepha Goebbelsa, następnie zagrał role pięciu stereotypowych postaci żydowskich – między innymi rabina Loewa i sekretarza Levy'ego – w antysemickim Żydzie Süss (1940) Veita Harlana (z tego powodu przez parę lat po wojnie miał zakaz występowania w Niemczech). Grał również Shylocka w teatralnej inscenizacji Kupca weneckiego, wystawionego w 1943 w wiedeńskim Burgtheater. Jego nazwisko figurowało na Gottbegnadeten-Liste (Lista obdarzonych łaską Bożą w III Rzeszy).
W 1948 otrzymał obywatelstwo austriackie. Zmarł w zapomnieniu w Wiedniu w 1959. Jego ciało zostało skremowane.